# Vojtěchov (okres Chrudim)
Obec Vojtěchov se nachází v okrese Chrudim, kraj Pardubický. Žije zde 393 obyvatel.

## Části obce
- Vojtěchov
- Pláňavy

## Historie
Vojtěchov se nachází v podhůří Žďárských vrchů. Vznik obce je datován na druhou polovinu 13. století, ve které vládl Přemysl Otakar II. a jeho syn Václav II.
První písemná zmínka pochází již z roku 1392. V těch dobách byla základem obce zemanská tvrz. Ta dostala název podle vlastního jména Vojtěch. Dle první dochované zprávy, jež pojednává o sčítání lidu v roce 1852, měl Vojtěchov 28 sedláckých usedlostí. Od vzniku obce až do roku 1848 patřila k Rychmburskému panství.
K Vojtěchovu patří taktéž malá vesnice Pláňavy, o nichž pochází první písemná zmínka z roku 1706. Vesnice nejspíše vznikla z potřeb jiné práce nežli zemědělské, jelikož kolem ní byla nalezena ložiska železné rudy, z toho důvodu se také musely zřídit i nové hutě. Na jejich provoz se ale spotřebovalo velké množství dřeva. To se těžilo v okolí Pláňav a poté se z něho v milířích vyrábělo dřevěné uhlí. Dosud jsou okolo osady stopy po těchto milířích.
Počátkem 19. století byl ve Vojtěchově vybudován evangelický hřbitov, na kterém se pohřbívá dosud. V horní části obce byl v těchto letech založen také obecní rybník. Na katastru obce byla v lednu 1870 stavěna železniční trať. Spojovala Pardubice a Havlíčkův Brod. První projížďka vlaku na této trati se uskutečnila 16. května 1871. 4. června 1944 zastavil první vlak na nově zřízené zastávce ve Vojtěchově. Napojení obce na elektrickou sít se uskutečnilo v létě v roce 1930. V letech 1896–1898 zde byla stavěna silnice vedoucí do Kladna a v roce 1922 silnice vedoucí do Pokřikova.
Ve Vojtěchově je také od roku 1884 hasičský sbor, který svoji pamětní knihu vede od svého založení dosud.

## Galerie

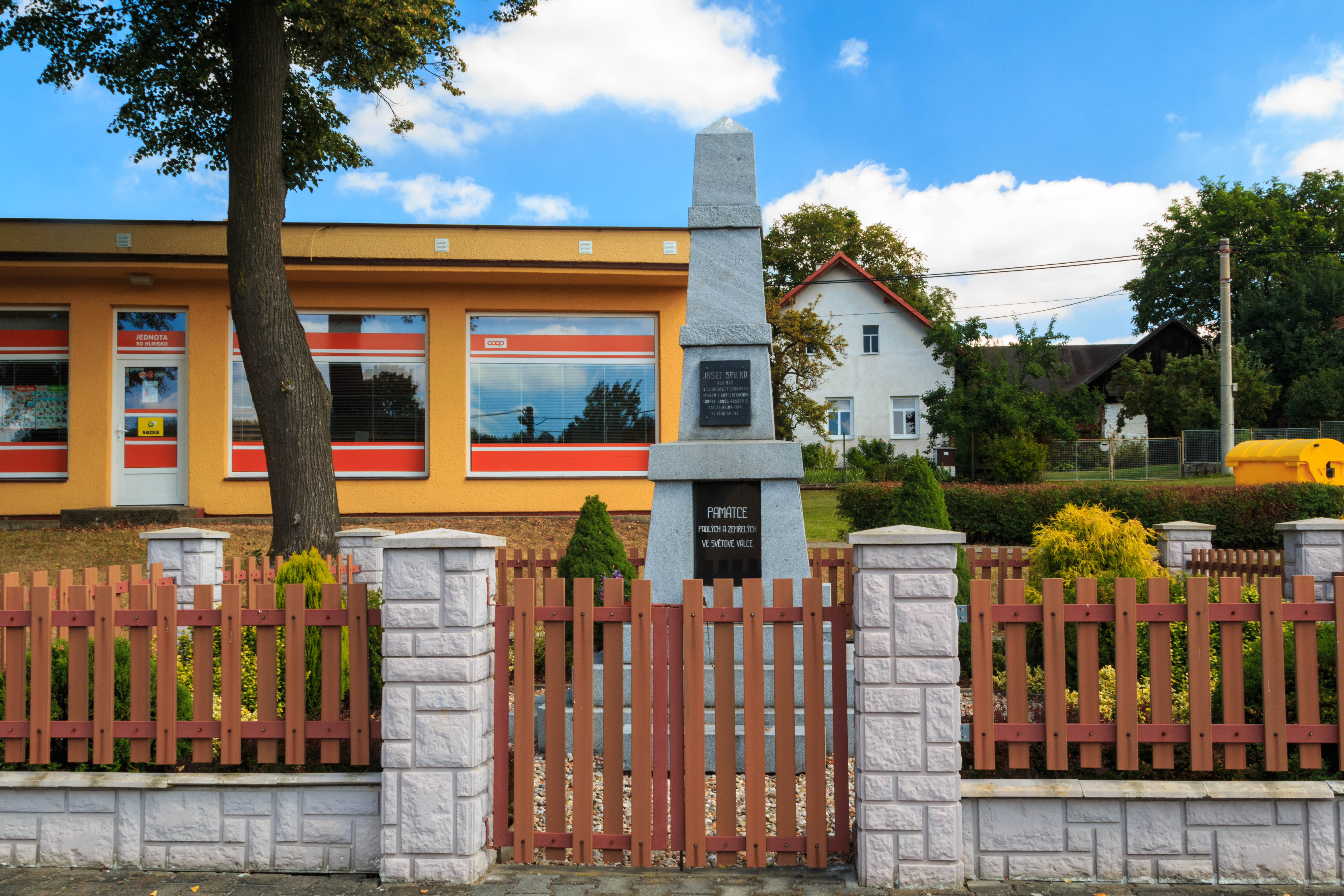
Pomník padlých
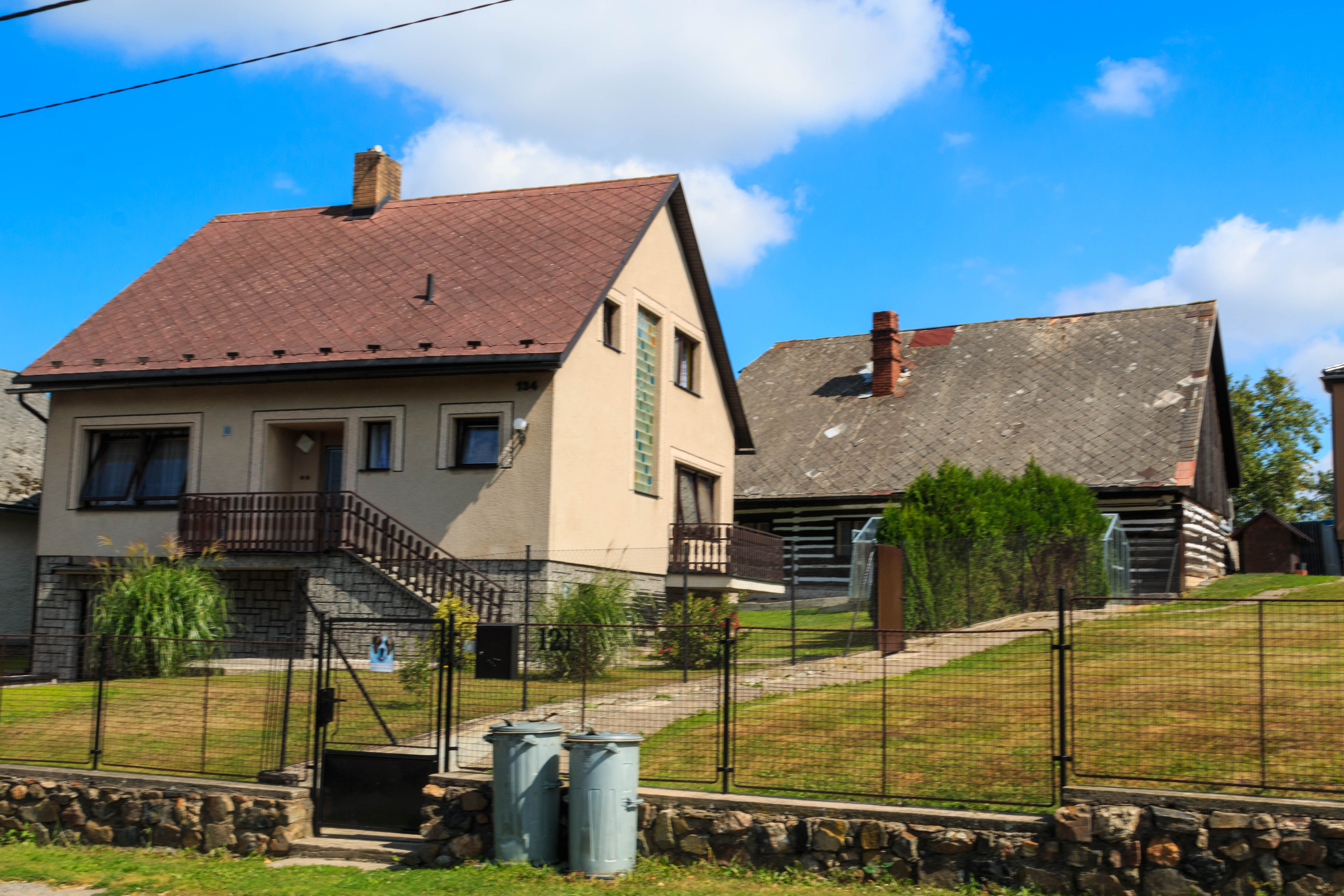
Čp. 134
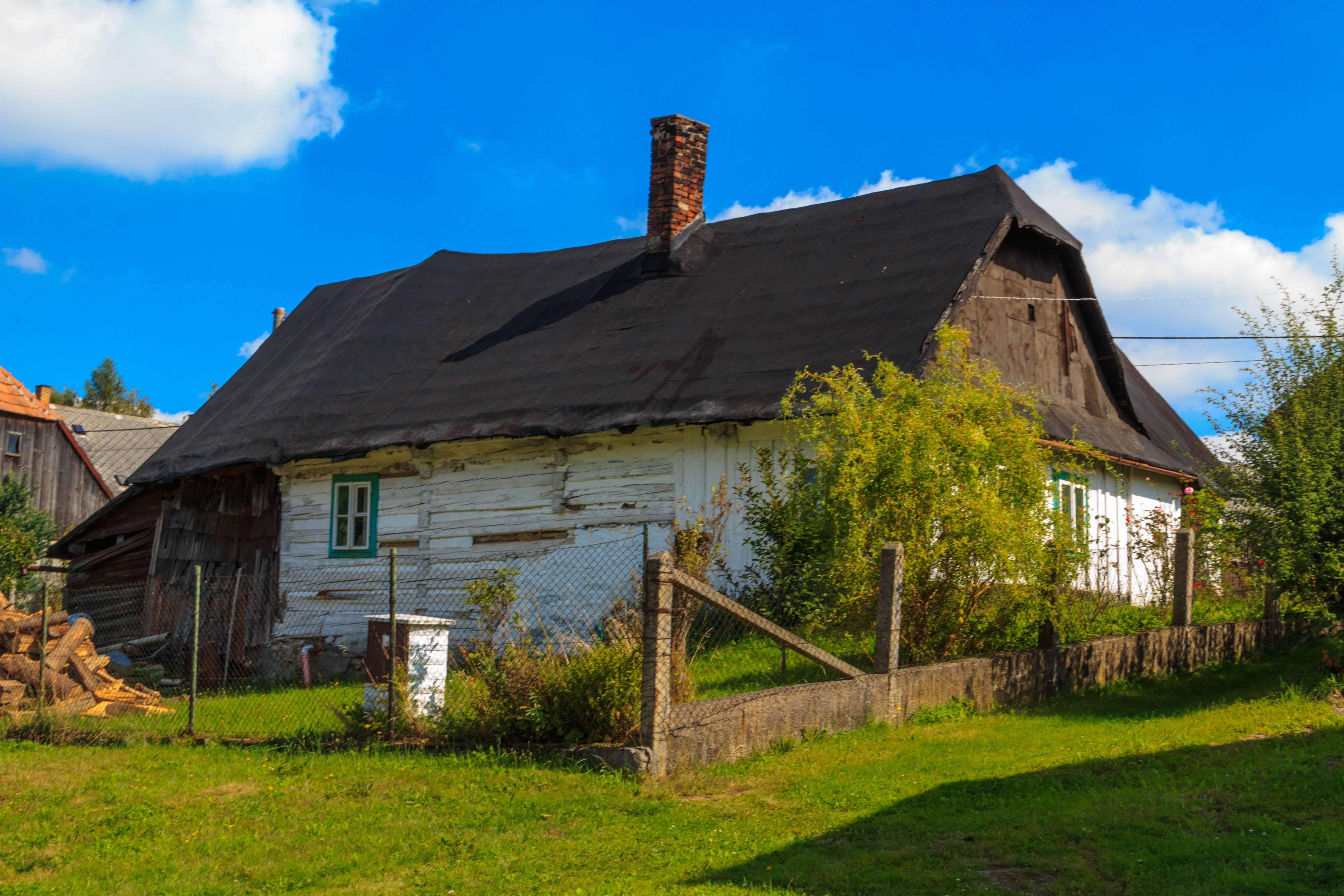
Čp. 2
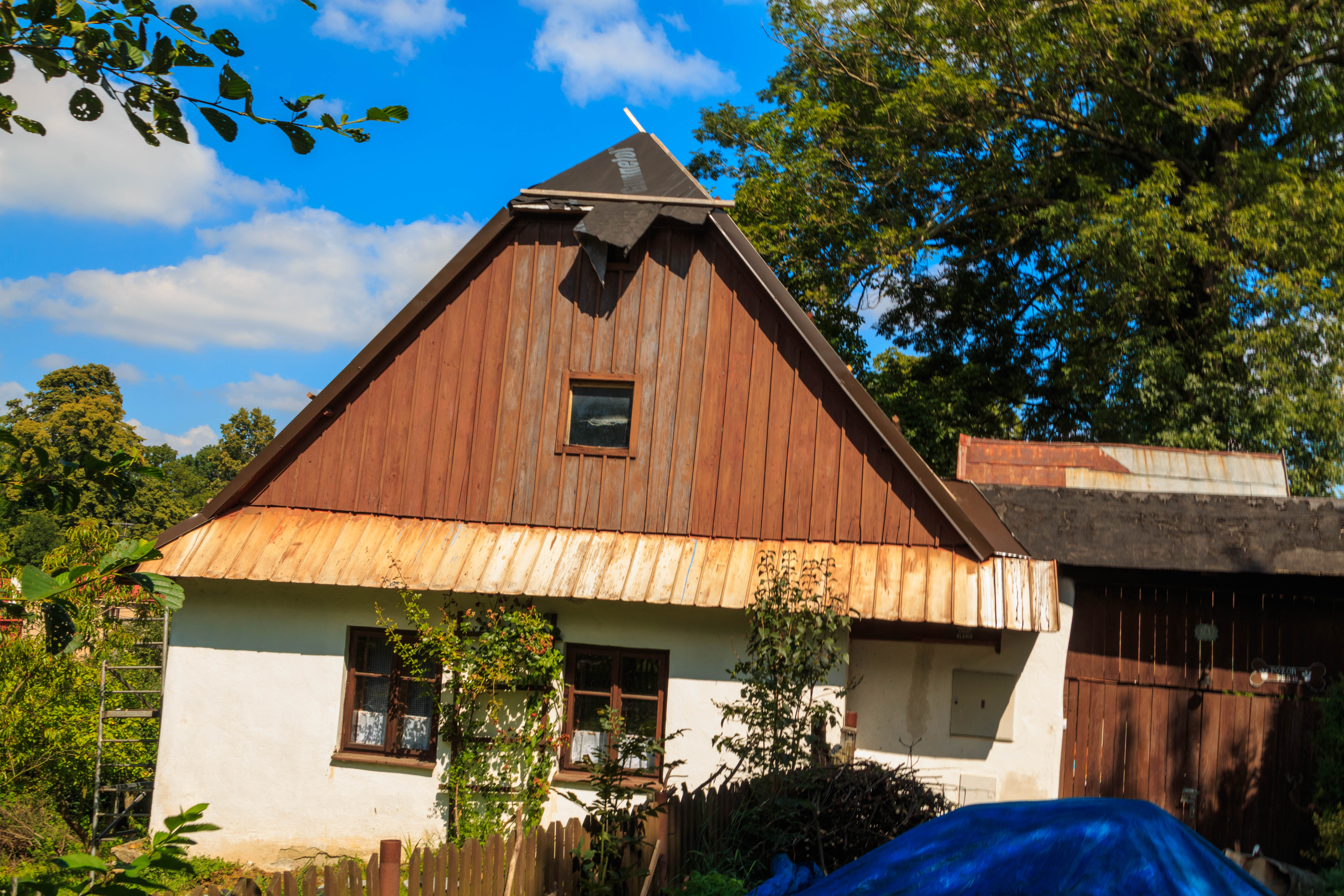
Čp. 83
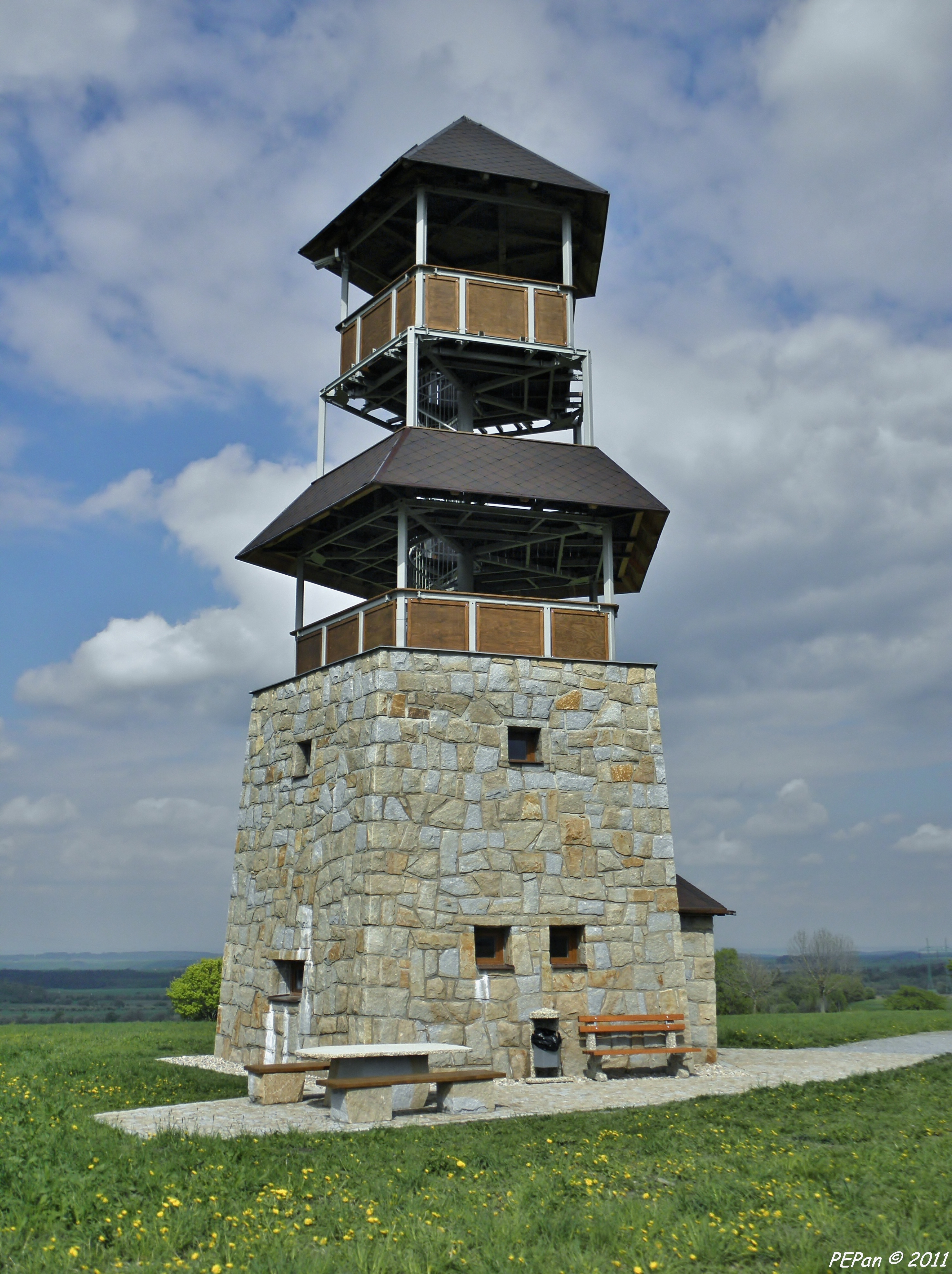
Vojtěchovská rozhledna